# 隆加韦讷
隆加韦讷（法語：Longavesnes，法語發音：[lɔ̃ɡavɛn]）是法国上法蘭西大區索姆省的一个市镇，属于佩罗讷区。

## 地理
隆加韦讷（49°58'16"N, 3°3'34"E）面积4.09 平方千米，位于法国上法蘭西大區索姆省，该省份为法国北部沿海省份，北起加来海峡省和北部省，西接滨海塞纳省和大西洋英吉利海峡，南至瓦兹省，东临埃纳省。
与隆加韦讷接壤的市镇（或旧市镇、城区）包括：居扬库尔索库尔、列拉蒙、马尔凯、唐普勒拉福斯、坦库尔-布克利、维莱福孔。
隆加韦讷的时区为UTC+01:00、UTC+02:00（夏令时）。

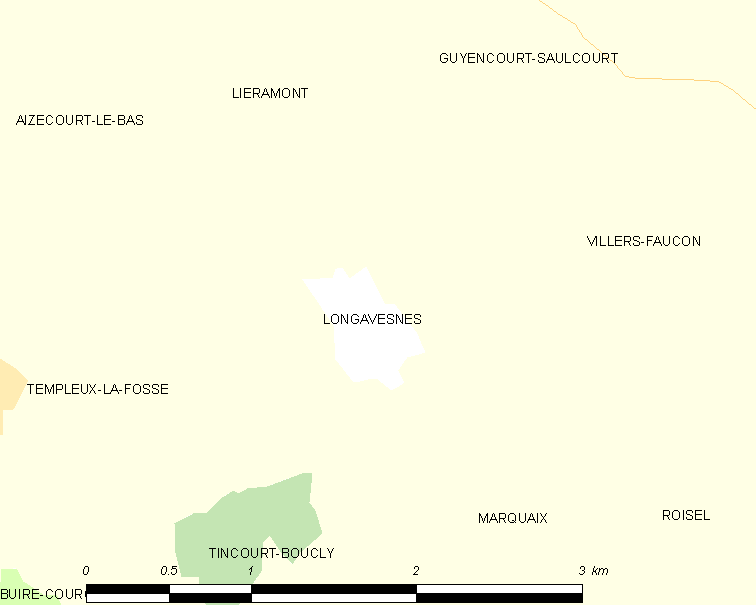
隆加韦讷的OSM定位图

## 行政
隆加韦讷的邮政编码为80240，INSEE市镇编码为80487。

## 政治
隆加韦讷所属的省级选区为佩罗讷县。

## 人口

1962-2008年间隆加韦讷人口变化图示

隆加韦讷于2022年1月1日时的人口数量为72人。